# Međunarodna fonetska abeceda
Međunarodna fonetska abeceda (kratica: MFA ili IPA od engl. International Phonetic Alphabet) sustav je znakova za fonetsku i fonološku transkripciju.
Kao pismo za znanstvenu transkripciju međunarodna fonetska abeceda uglavnom se upotrebljava pri navođenju primjera, primjerice navođenje izgovora u rječniku.

## Znakovi
Međunarodna fonetska abeceda uglavnom se koristi mallim slovima latiničkog i grčkog pisma. Svakom znaku određen je jedan glas. Dodatni dijakritički znakovi služe za razlikovanje različitih realizacija ili funkcija jednog glasa. Dijakritičkim znakovima označavaju se i prozodijske osobine.

### Samoglasnici
Samoglasnici se predstavljaju trapezom. Ordinata (okomita os) pokazuje visinu jezika (i vrijednost prvog formanta) a apscisa (vodoravna os) mjesto tvorbe (i vrijednost drugog formanta).
|                                                                                   | prednji                                                                                 |                                                                                         | srednji                                                                                 |                                                                                         | stražnji                                                                                |
| zatvoreni                                                                         | \| i • y ɨ • ʉ ɯ • u ɪ • ʏ • ʊ e • ø ɘ • ɵ ɤ • o ə ɛ • œ ɜ • ɞ ʌ • ɔ æ ɐ a • ɶ ɑ • ɒ \| | \| i • y ɨ • ʉ ɯ • u ɪ • ʏ • ʊ e • ø ɘ • ɵ ɤ • o ə ɛ • œ ɜ • ɞ ʌ • ɔ æ ɐ a • ɶ ɑ • ɒ \| | \| i • y ɨ • ʉ ɯ • u ɪ • ʏ • ʊ e • ø ɘ • ɵ ɤ • o ə ɛ • œ ɜ • ɞ ʌ • ɔ æ ɐ a • ɶ ɑ • ɒ \| | \| i • y ɨ • ʉ ɯ • u ɪ • ʏ • ʊ e • ø ɘ • ɵ ɤ • o ə ɛ • œ ɜ • ɞ ʌ • ɔ æ ɐ a • ɶ ɑ • ɒ \| | \| i • y ɨ • ʉ ɯ • u ɪ • ʏ • ʊ e • ø ɘ • ɵ ɤ • o ə ɛ • œ ɜ • ɞ ʌ • ɔ æ ɐ a • ɶ ɑ • ɒ \| |
|                                                                                   | \| i • y ɨ • ʉ ɯ • u ɪ • ʏ • ʊ e • ø ɘ • ɵ ɤ • o ə ɛ • œ ɜ • ɞ ʌ • ɔ æ ɐ a • ɶ ɑ • ɒ \| | \| i • y ɨ • ʉ ɯ • u ɪ • ʏ • ʊ e • ø ɘ • ɵ ɤ • o ə ɛ • œ ɜ • ɞ ʌ • ɔ æ ɐ a • ɶ ɑ • ɒ \| | \| i • y ɨ • ʉ ɯ • u ɪ • ʏ • ʊ e • ø ɘ • ɵ ɤ • o ə ɛ • œ ɜ • ɞ ʌ • ɔ æ ɐ a • ɶ ɑ • ɒ \| | \| i • y ɨ • ʉ ɯ • u ɪ • ʏ • ʊ e • ø ɘ • ɵ ɤ • o ə ɛ • œ ɜ • ɞ ʌ • ɔ æ ɐ a • ɶ ɑ • ɒ \| | \| i • y ɨ • ʉ ɯ • u ɪ • ʏ • ʊ e • ø ɘ • ɵ ɤ • o ə ɛ • œ ɜ • ɞ ʌ • ɔ æ ɐ a • ɶ ɑ • ɒ \| |
| poluzatvoreni                                                                     | \| i • y ɨ • ʉ ɯ • u ɪ • ʏ • ʊ e • ø ɘ • ɵ ɤ • o ə ɛ • œ ɜ • ɞ ʌ • ɔ æ ɐ a • ɶ ɑ • ɒ \| | \| i • y ɨ • ʉ ɯ • u ɪ • ʏ • ʊ e • ø ɘ • ɵ ɤ • o ə ɛ • œ ɜ • ɞ ʌ • ɔ æ ɐ a • ɶ ɑ • ɒ \| | \| i • y ɨ • ʉ ɯ • u ɪ • ʏ • ʊ e • ø ɘ • ɵ ɤ • o ə ɛ • œ ɜ • ɞ ʌ • ɔ æ ɐ a • ɶ ɑ • ɒ \| | \| i • y ɨ • ʉ ɯ • u ɪ • ʏ • ʊ e • ø ɘ • ɵ ɤ • o ə ɛ • œ ɜ • ɞ ʌ • ɔ æ ɐ a • ɶ ɑ • ɒ \| | \| i • y ɨ • ʉ ɯ • u ɪ • ʏ • ʊ e • ø ɘ • ɵ ɤ • o ə ɛ • œ ɜ • ɞ ʌ • ɔ æ ɐ a • ɶ ɑ • ɒ \| |
|                                                                                   | \| i • y ɨ • ʉ ɯ • u ɪ • ʏ • ʊ e • ø ɘ • ɵ ɤ • o ə ɛ • œ ɜ • ɞ ʌ • ɔ æ ɐ a • ɶ ɑ • ɒ \| | \| i • y ɨ • ʉ ɯ • u ɪ • ʏ • ʊ e • ø ɘ • ɵ ɤ • o ə ɛ • œ ɜ • ɞ ʌ • ɔ æ ɐ a • ɶ ɑ • ɒ \| | \| i • y ɨ • ʉ ɯ • u ɪ • ʏ • ʊ e • ø ɘ • ɵ ɤ • o ə ɛ • œ ɜ • ɞ ʌ • ɔ æ ɐ a • ɶ ɑ • ɒ \| | \| i • y ɨ • ʉ ɯ • u ɪ • ʏ • ʊ e • ø ɘ • ɵ ɤ • o ə ɛ • œ ɜ • ɞ ʌ • ɔ æ ɐ a • ɶ ɑ • ɒ \| | \| i • y ɨ • ʉ ɯ • u ɪ • ʏ • ʊ e • ø ɘ • ɵ ɤ • o ə ɛ • œ ɜ • ɞ ʌ • ɔ æ ɐ a • ɶ ɑ • ɒ \| |
| poluotvoreni                                                                      | \| i • y ɨ • ʉ ɯ • u ɪ • ʏ • ʊ e • ø ɘ • ɵ ɤ • o ə ɛ • œ ɜ • ɞ ʌ • ɔ æ ɐ a • ɶ ɑ • ɒ \| | \| i • y ɨ • ʉ ɯ • u ɪ • ʏ • ʊ e • ø ɘ • ɵ ɤ • o ə ɛ • œ ɜ • ɞ ʌ • ɔ æ ɐ a • ɶ ɑ • ɒ \| | \| i • y ɨ • ʉ ɯ • u ɪ • ʏ • ʊ e • ø ɘ • ɵ ɤ • o ə ɛ • œ ɜ • ɞ ʌ • ɔ æ ɐ a • ɶ ɑ • ɒ \| | \| i • y ɨ • ʉ ɯ • u ɪ • ʏ • ʊ e • ø ɘ • ɵ ɤ • o ə ɛ • œ ɜ • ɞ ʌ • ɔ æ ɐ a • ɶ ɑ • ɒ \| | \| i • y ɨ • ʉ ɯ • u ɪ • ʏ • ʊ e • ø ɘ • ɵ ɤ • o ə ɛ • œ ɜ • ɞ ʌ • ɔ æ ɐ a • ɶ ɑ • ɒ \| |
|                                                                                   | \| i • y ɨ • ʉ ɯ • u ɪ • ʏ • ʊ e • ø ɘ • ɵ ɤ • o ə ɛ • œ ɜ • ɞ ʌ • ɔ æ ɐ a • ɶ ɑ • ɒ \| | \| i • y ɨ • ʉ ɯ • u ɪ • ʏ • ʊ e • ø ɘ • ɵ ɤ • o ə ɛ • œ ɜ • ɞ ʌ • ɔ æ ɐ a • ɶ ɑ • ɒ \| | \| i • y ɨ • ʉ ɯ • u ɪ • ʏ • ʊ e • ø ɘ • ɵ ɤ • o ə ɛ • œ ɜ • ɞ ʌ • ɔ æ ɐ a • ɶ ɑ • ɒ \| | \| i • y ɨ • ʉ ɯ • u ɪ • ʏ • ʊ e • ø ɘ • ɵ ɤ • o ə ɛ • œ ɜ • ɞ ʌ • ɔ æ ɐ a • ɶ ɑ • ɒ \| | \| i • y ɨ • ʉ ɯ • u ɪ • ʏ • ʊ e • ø ɘ • ɵ ɤ • o ə ɛ • œ ɜ • ɞ ʌ • ɔ æ ɐ a • ɶ ɑ • ɒ \| |
| otvoreni                                                                          | \| i • y ɨ • ʉ ɯ • u ɪ • ʏ • ʊ e • ø ɘ • ɵ ɤ • o ə ɛ • œ ɜ • ɞ ʌ • ɔ æ ɐ a • ɶ ɑ • ɒ \| | \| i • y ɨ • ʉ ɯ • u ɪ • ʏ • ʊ e • ø ɘ • ɵ ɤ • o ə ɛ • œ ɜ • ɞ ʌ • ɔ æ ɐ a • ɶ ɑ • ɒ \| | \| i • y ɨ • ʉ ɯ • u ɪ • ʏ • ʊ e • ø ɘ • ɵ ɤ • o ə ɛ • œ ɜ • ɞ ʌ • ɔ æ ɐ a • ɶ ɑ • ɒ \| | \| i • y ɨ • ʉ ɯ • u ɪ • ʏ • ʊ e • ø ɘ • ɵ ɤ • o ə ɛ • œ ɜ • ɞ ʌ • ɔ æ ɐ a • ɶ ɑ • ɒ \| | \| i • y ɨ • ʉ ɯ • u ɪ • ʏ • ʊ e • ø ɘ • ɵ ɤ • o ə ɛ • œ ɜ • ɞ ʌ • ɔ æ ɐ a • ɶ ɑ • ɒ \| |
| i • y ɨ • ʉ ɯ • u ɪ • ʏ • ʊ e • ø ɘ • ɵ ɤ • o ə ɛ • œ ɜ • ɞ ʌ • ɔ æ ɐ a • ɶ ɑ • ɒ |                                                                                         |                                                                                         |                                                                                         |                                                                                         |                                                                                         |

Napomene:
- Gdje znakovi stoje u paru, lijevi predstavlja nezaobljeni a desni zaobljeni samoglasnik.
- Znak [a] definiran je kao otvoreni prednji nezaobljeni samoglasnik, ali njime se koristi i za označavanje otvorenog srednjeg nezaobljenog samoglasnika.
- Nazalnost samoglasnika označava se tildom (~) iznad samoglasničkog znaka.

### Suglasnici
Suglasnici se dijele na plućne i pregradne glasove.

#### Plućni suglasnici
| Mjesto tvorbe →        | labijalni   | labijalni     | koronalni | koronalni  | koronalni      | koronalni    | dorsalni  | dorsalni | dorsalni | radikalni  | radikalni   | glotalni | glotalni |
| Način tvorbe ↓         | bilabijalni | labiodentalni | dentalni  | alveolarni | postalveolarni | retrofleksni | palatalni | velarni  | uvularni | faringalni | epiglotalni | glotalni | glotalni |
| nazali                 | m           | ɱ             | n         | n          | n              | ɳ            | ɲ         | ŋ        | ɴ        |            |             |          |          |
| plozivi                | p b         |               | t d       | t d        | t d            | ʈ ɖ          | c ɟ       | k ɡ      | q ɢ      |            | ʡ           | ʔ        |          |
| frikativi              | ɸ β         | f v           | θ ð       | s z        | ʃ ʒ            | ʂ ʐ          | ç ʝ       | x ɣ      | χ ʁ      | ħ ʕ        | ʜ ʢ         | h ɦ      | h ɦ      |
| aproksimanti           |             | ʋ             | ɹ         | ɹ          | ɹ              | ɻ            | j         | ɰ        |          |            |             |          |          |
| vibranti               | ʙ           |               | r         | r          | r              |              |           |          | ʀ        |            |             |          |          |
| dotačnici ili okrznici |             | ѵ             | ɾ         | ɾ          | ɾ              | ɽ            |           |          |          |            |             |          |          |
| lateralni frikativi    |             |               | ɬ ɮ       | ɬ ɮ        | ɬ ɮ            |              |           |          |          |            |             |          |          |
| lateralni aproksimanti |             |               | l         | l          | l              | ɭ            | ʎ         | ʟ        |          |            |             |          |          |
| lateralni flap         |             |               | ɺ         | ɺ          | ɺ              |              |           |          |          |            |             |          |          |

Napomene:
- Gdje znakovi stoje u paru, lijevi predstavlja bezvučni, a desni zvučni suglasnik.

#### Koartikulirani suglasnici
| ʍ | bezvučni labijalizirani velarni aproksimant                |
| w | zvučni labijalizirani velarni aproksimant                  |
| ɥ | zvučni labijalizirani palatalni aproksimant                |
| ɕ | bezvučni alveolo-palatalni (prednjo-tvrdonepčani) frikativ |
| ʑ | zvučni alveolo-palatalni (prednjo-tvrdonepčani) frikativ   |
| ɧ | bezvučni palatalno-velarni frikativ                        |

#### Pregradni suglasnici
| ʘ | bilabijalni kloknik          |
| ǀ | dentalni kloknik             |
| ǃ | postalveolarni kloknik       |
| ǂ | palatalni kloknik            |
| ǁ | alveolarni lateralni kloknik |

| ɓ | bilabijalni ubačajnik |
| ɗ | alveolarni ubačajnik  |
| ʄ | palatalni ubačajnik   |
| ɠ | velarni ubačajnik     |
| ʛ | uvularni ubačajnik    |

| ʼ  | dijakritički znak, npr:         |
| pʼ | bilabijalni izbačajnik          |
| tʼ | alveolarni izbačajnik           |
| kʼ | velarni izbačajnik              |
| sʼ | alveolarni frikativi izbačajnik |

## Vanjske poveznice
- službene web stranice IPA-e (engl.)

### Unicode
- »IPA Extensions« (PDF)
- »Spacing Modifier Letters: IPA modifiers« (PDF)
- »Combining Diacritical Marks: Additions for IPA« (PDF)
- The International Phonetic Alphabet in Unicode (engl.)
- Unicode Entity Codes for Phonetic Symbols  Arhivirana inačica izvorne stranice od 28. kolovoza 2006. (Wayback Machine) (engl.)
- Unicode test-stranica za IPA (engl.)

### Fontovi
- Gentium  Arhivirana inačica izvorne stranice od 17. svibnja 2008. (Wayback Machine)
- Charis SIL  Arhivirana inačica izvorne stranice od 5. srpnja 2008. (Wayback Machine)
- Doulos SIL  Arhivirana inačica izvorne stranice od 5. srpnja 2008. (Wayback Machine)
- SIL93  Arhivirana inačica izvorne stranice od 21. studenoga 2008. (Wayback Machine)